# PSL
PSL (Puşcă Semiautomată cu Lunetă model 1974) là loại súng bắn tỉa bán tự động dùng cho lính thiện xạ của lực lượng quân đội România được phát triển vào đầu những năm 1970. Nó còn được biết với tên PSL-54C, Romak III, FPK, FPK Dragunov và SSG-97. Việc chế tạo được đảm nhiệm bởi xưởng công binh RATMIL vào khoảng năm 1973. Mặc dù vẻ ngoài của loại súng này rất giống khẩu Dragunov SVD nhưng trên thực tế súng được phát triển từ khẩu RPK nên có những khác biệt đáng chú ý trong chi tiết và cấu trúc nếu quan sát kỹ cũng như cấu tạo của súng hoàn toàn khác với SVD. Súng được thông qua và trang bị cho lực lượng quân đội Romania cũng như dùng để xuất khẩu. Súng cho độ chính xác khá khác nhau nhưng thường thì từ 1 đến 3 MOA với loại đạn tốt.

## Thiết kế
PSL sử dụng cơ chế nạp đạn bằng khí nén với hệ thống trích khí dài cùng thoi nạp đạn xoay với hai móc khóa lớn khóa viên đạn cố định. Thân súng làm bằng thép ép, cơ chế điểm hỏa và khóa an toàn của súng giống như AK nhưng súng chỉ có chế độ bán tự động. Hộp đạn rời của súng chứa 10 viên, báng súng và ốp lót tay của súng được làm bằng gỗ. Nòng súng tích hợp các bộ phận chống giật và gắn lưỡi lê nhưng phiên bản xuất khẩu của súng thì có thể không có các bộ phận này.
Hệ thống nhắm cơ bản của súng là ống nhắm 4x24 LPS 4x6° TIP2 một bản sao đơn giản của ống nhắm PSO-1 phổ biến của Nga với thanh răng nằm phía bên thân súng giống như khẩu SVD, ống nhắm sẽ được gắn cố định vào bằng chốt lò xo ấn vào đai ốc có lỗ để gài chốt. Ống nhắm sử dụng đồng vị phóng xạ triti để có chế độ khuếch đại ánh sáng và bắt sáng trong đêm. Ngoài ra súng cũng có điểm ruồi dự phòng có tầm nhắm từ 100 đến 1200 m.